# Weischlitz
Weischlitz település Németországban, azon belül Szászország tartományban. Lakosainak száma 5658 fő (2023. december 31.).

## Népesség
A település népességének változása:
| Lakosok száma | 5876 | 5839 | 5707 | 5700 | 5658 |
|               | 2017 | 2019 | 2021 | 2022 | 2023 |